# جيمس شيبرد
جيمس شيبرد (24 مايو 1857 في أستراليا - ) (بالإنجليزية: James Shepherd)‏ هو لاعب كريكت أسترالي.

## وصلات خارجية
- جيمس شيبرد على موقع إي آس بي آن كريك إنفو (الإنجليزية)